# 애너글리프

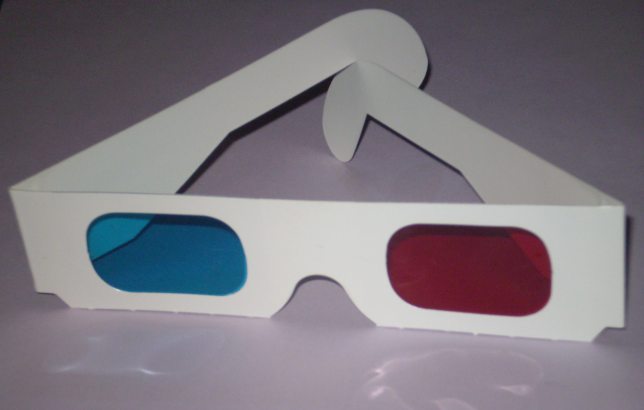

애너글리프(Anaglyph 3D)는 색상 차이를 이용해 입체 효과를 주는 것을 말한다.

## 같이 보기
- 홀로그래피
- 찰스 휘트스톤